# Абстрактный семантический граф
В информатике граф абстрактной семантики (ГАС) называется структура данных, используемая для представления или извлечения семантики выражения на формальном языке (например, на языке программирования).
Граф абстрактной семантики — это более высокий уровень абстракции, чем дерево абстрактного синтаксиса (ДАС), которое используется для описания синтаксической структуры выражения или программы.
Граф абстрактной семантики обычно конструируется из дерева абстрактного синтаксиса процессом обогащения и абстрагирования. Обогащением может быть, например, добавление обратных указателей, рёбер из вершины идентификатора (где используется переменная) в вершину, соответствующую объявлению этой переменной. Абстрагирование может включать удаление деталей, которые нужны только для синтаксического, но не семантического анализа.

## Внешние ссылки
- Статья «CPPX — C/C++ Fact Extractor  (недоступная ссылка с 13-05-2013 [4315 дней] — история)» Тома Дина
- Работа «„Generating Testing and Analysis Tools with Aria“» Авторы: Premkumar T. Devanbu, David S. Rosenblum and Alexander L. Wolf
- Работа «Towards Portable Source Code Representations Using XML  (недоступная ссылка с 13-05-2013 [4315 дней] — история)» by Evan Mamas and Kostas Kontogiannis
- Работа «Dex: a semantic-graph differencing tool for studying changes in large code bases»